# Zabirea, Kiev-Sveatoșîn
Zabirea (în ucraineană Забір`я) este o comună în raionul Kiev-Sveatoșîn, regiunea Kiev, Ucraina, formată numai din satul de reședință. În secolul al XIX-lea, satul făcea parte din volostul Hlevaha, uezdul Kiev.

## Demografie
Componența lingvistică a comunei Zabirea
     Ucraineană (94,79%)
     Rusă (4,81%)
     Alte limbi (0,28%)
Conform recensământului din 2001, majoritatea populației comunei Zabirea era vorbitoare de ucraineană (94,79%), existând în minoritate și vorbitori de rusă (4,81%).